# Silverhill, Alabama
Silverhill là một thị trấn thuộc quận Baldwin, tiểu bang Alabama, Hoa Kỳ. Dân số năm 2009 là 704 người, mật độ đạt 227 người/km².